# Confesión Escocesa

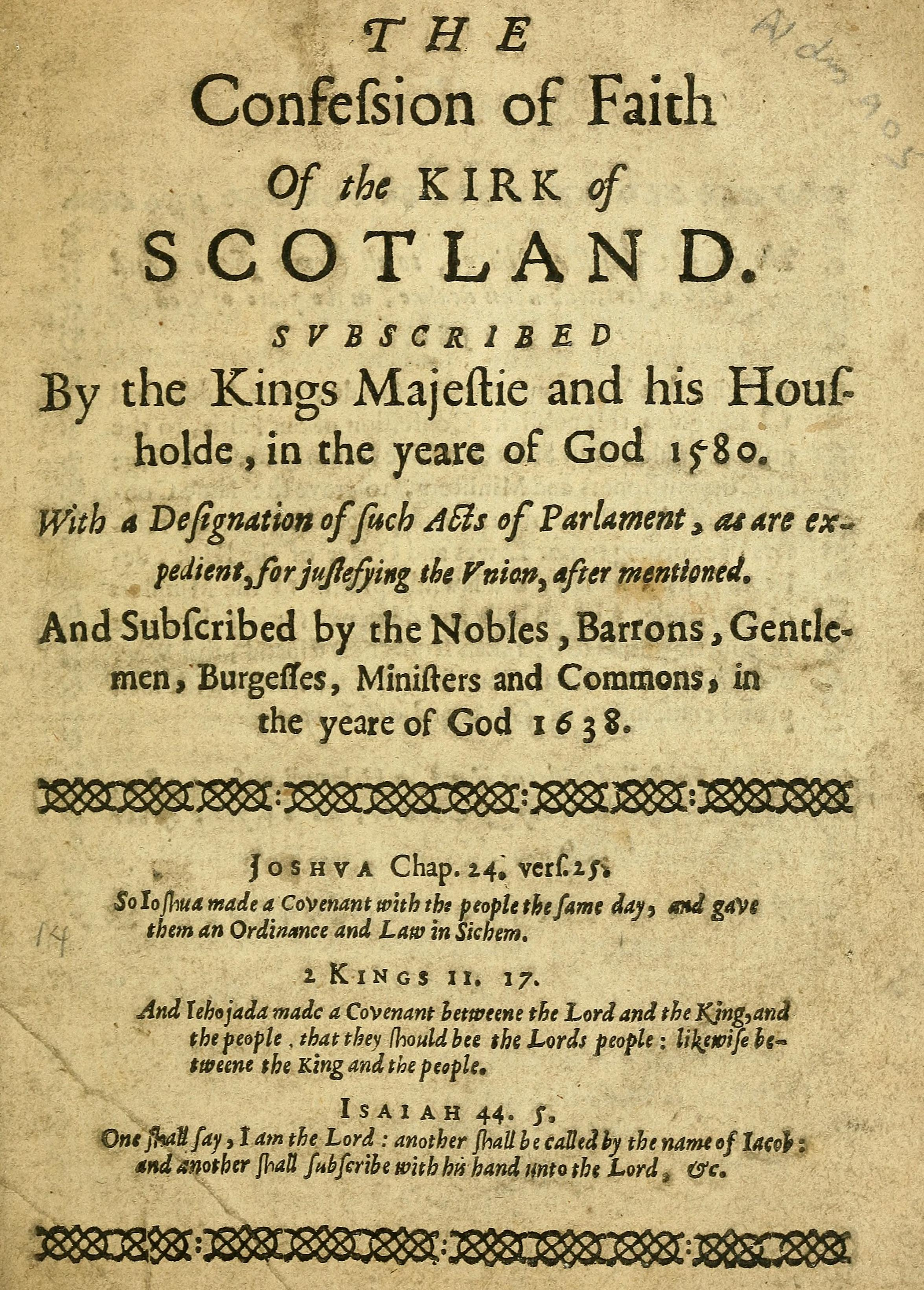
Título de la confesión escocesa

La Confesión Escocesa (Scots Confession, también llamada Confesión Escocesa de 1560) es una confesión de fe escrita en 1560 por seis promotores de la Reforma Protestante en Escocia. La confesión fue la primera norma de la Iglesia protestante en Escocia.
En agosto de 1560 el parlamento escocés acordó reformar la religión del país. Para permitirles decidir cómo debía ser la Fe Reformada, el Parlamento encargó a John Knox y a otras cinco personas (John Winram, John Spottiswoode, John Willock, John Douglas y John Row),  preparar una Confesión de Fe. Esto lo hicieron en 4 días. Los 25 capítulos de la Confesión contienen una declaración contemporánea de la fe cristiana tal y como la entendían los seguidores de Juan Calvino durante su vida. Si bien la Confesión y los documentos que la acompañaban fue el producto de un esfuerzo conjunto de los seis, se suele atribuir su autoría a John Knox.
Aunque el Parlamento aprobó la Confesión, la reina María I de Escocia rehusó reconocerla, y la Confesión se convirtió en ley solamente en 1567. Se mantuvo como la Confesión de la Iglesia de Escocia hasta que se reemplazó por la Confesión de Fe de Westminster en 1648.
Todavía hoy, es parte fundamental de muchas iglesias reformadas y especialmente presbiterianas en el mundo, y aunque su relevancia como documento quedó relegado ante la confesión de Westminster, sigue teniendo algo de importancia histórica y tradicional.